# Coppa del mondo di mountain bike
La Coppa del mondo di mountain bike è una competizione a tappe organizzata dall'Unione Ciclistica Internazionale (UCI) che tocca, a rotazione, le principali località e i principali Paesi in cui la mountain bike è praticata.
Ha avuto luogo per la prima volta nel 1991, comprendendo esclusivamente la specialità del cross country. Dal 1993 si è aggiunto anche il downhill. Include attualmente cinque discipline: cross country, downhill, cross country eliminator, cross country short track e cross country E-MTB. Altre specialità, come il dual slalom, il four-cross e il marathon, non sono più incluse nel calendario.

## Albo d'oro

### Titoli maschili

#### Cross country Elite
Aggiornato all'edizione 2022.
| Anno | Vincitore                                        | Secondo                                          | Terzo                                            |
| ---- | ------------------------------------------------ | ------------------------------------------------ | ------------------------------------------------ |
| 1991 | John Tomac                                       | Gerhard Zadrobilek                               | David Wiens                                      |
| 1992 | Thomas Frischknecht                              | John Tomac                                       | Ned Overend                                      |
| 1993 | Thomas Frischknecht                              | John Tomac                                       | Peter Hric                                       |
| 1994 | Bart Brentjens                                   | Ned Overend                                      | Tinker Juarez                                    |
| 1995 | Thomas Frischknecht                              | Rune Høydahl                                     | Jan Erik Ostergaard                              |
| 1996 | Christophe Dupouey                               | Thomas Frischknecht                              | Miguel Martinez                                  |
| 1997 | Miguel Martinez                                  | Christophe Dupouey                               | Cadel Evans                                      |
| 1998 | Cadel Evans                                      | Miguel Martinez                                  | Rune Høydahl                                     |
| 1999 | Cadel Evans                                      | Miguel Martinez                                  | Christoph Sauser                                 |
| 2000 | Miguel Martinez                                  | Bas Van Dooren                                   | Christophe Dupouey                               |
| 2001 | Roland Green                                     | José Antonio Hermida                             | Miguel Martinez                                  |
| 2002 | Filip Meirhaeghe                                 | Christoph Sauser                                 | Thomas Frischknecht                              |
| 2003 | Julien Absalon                                   | Christoph Sauser                                 | Filip Meirhaeghe                                 |
| 2004 | Christoph Sauser                                 | Roel Paulissen                                   | Filip Meirhaeghe                                 |
| 2005 | Christoph Sauser                                 | José Antonio Hermida                             | Julien Absalon                                   |
| 2006 | Julien Absalon                                   | Christoph Sauser                                 | José Antonio Hermida                             |
| 2007 | Julien Absalon                                   | José Antonio Hermida                             | Christoph Sauser                                 |
| 2008 | Julien Absalon                                   | Christoph Sauser                                 | José Antonio Hermida                             |
| 2009 | Julien Absalon                                   | José Antonio Hermida                             | Burry Stander                                    |
| 2010 | Nino Schurter                                    | Julien Absalon                                   | Jaroslav Kulhavý                                 |
| 2011 | Jaroslav Kulhavý                                 | Nino Schurter                                    | Julien Absalon                                   |
| 2012 | Nino Schurter                                    | Burry Stander                                    | Jaroslav Kulhavý                                 |
| 2013 | Nino Schurter                                    | Daniel McConnell                                 | Julien Absalon                                   |
| 2014 | Julien Absalon                                   | Nino Schurter                                    | Daniel McConnell                                 |
| 2015 | Nino Schurter                                    | Julien Absalon                                   | Jaroslav Kulhavý                                 |
| 2016 | Julien Absalon                                   | Nino Schurter                                    | Maxime Marotte                                   |
| 2017 | Nino Schurter                                    | Stephane Tempier                                 | Maxime Marotte                                   |
| 2018 | Nino Schurter                                    | Mathieu van der Poel                             | Maxime Marotte                                   |
| 2019 | Nino Schurter                                    | Mathieu van der Poel                             | Henrique Avancini                                |
| 2020 | non assegnata a causa della pandemia di COVID-19 | non assegnata a causa della pandemia di COVID-19 | non assegnata a causa della pandemia di COVID-19 |
| 2021 | Mathias Flückiger                                | Victor Koretzky                                  | Ondřej Cink                                      |
| 2022 | Nino Schurter                                    | Titouan Carod                                    | Luca Braidot                                     |

#### Cross country Under-23
Aggiornato all'edizione 2022.
| Anno | Vincitore                                 | Secondo                                   | Terzo                                     |
| ---- | ----------------------------------------- | ----------------------------------------- | ----------------------------------------- |
| 2011 | Gerhard Kerschbaumer                      | Fabien Canal                              | Marek Konwa                               |
| 2012 | Michiel van der Heijden                   | Gerhard Kerschbaumer                      | Markus Schulte-Luenzum                    |
| 2013 | Markus Schulte-Luenzum                    | Hugo Dréchou                              | Michiel van der Heijden                   |
| 2014 | Jordan Sarrou                             | Michiel van der Heijden                   | Victor Koretzky                           |
| 2015 | Titouan Carod                             | Pablo Rodríguez                           | Howard Grotts                             |
| 2016 | Titouan Carod                             | Samuel Gaze                               | Marcel Guerrini                           |
| 2017 | Mārtiņš Blūms                             | Nadir Colledani                           | Petter Fagerhaug                          |
| 2018 | Petter Fagerhaug                          | Joshua Dubau                              | Filippo Colombo                           |
| 2019 | Vlad Dascălu                              | Filippo Colombo                           | Jofre Cullell                             |
| 2020 | non assegnata per la pandemia di COVID-19 | non assegnata per la pandemia di COVID-19 | non assegnata per la pandemia di COVID-19 |
| 2021 | Martín Vidaurre                           | Simone Avondetto                          | Joel Roth                                 |
| 2022 | Martín Vidaurre                           | Carter Woods                              | David Campos                              |

#### Downhill Elite
Aggiornato all'edizione 2022.
| Anno | Vincitore        | Secondo             | Terzo               |
| ---- | ---------------- | ------------------- | ------------------- |
| 1993 | Jürgen Beneke    | John Tomac          | Stefano Migliorini  |
| 1994 | François Gachet  | Jürgen Beneke       | Nicolas Vouilloz    |
| 1995 | Nicolas Vouilloz | Mike King           | Myles Rockwell      |
| 1996 | Nicolas Vouilloz | Marcus Klausmann    | Tomas Misser        |
| 1997 | Corrado Hérin    | Jürgen Beneke       | Tomas Misser        |
| 1998 | Nicolas Vouilloz | David Vazquez Lopez | Cédric Gracia       |
| 1999 | Nicolas Vouilloz | Steve Peat          | Gerwin Peters       |
| 2000 | Nicolas Vouilloz | Steve Peat          | David Vazquez Lopez |
| 2001 | Greg Minnaar     | Nicolas Vouilloz    | Mickael Pascal      |
| 2002 | Steve Peat       | Cédric Gracia       | Chris Kovarik       |
| 2003 | Nathan Rennie    | Cédric Gracia       | Mickael Pascal      |
| 2004 | Steve Peat       | Sam Hill            | Nathan Rennie       |
| 2005 | Greg Minnaar     | Sam Hill            | Nathan Rennie       |
| 2006 | Steve Peat       | Sam Hill            | Greg Minnaar        |
| 2007 | Sam Hill         | Matti Lehikoinen    | Steve Peat          |
| 2008 | Greg Minnaar     | Sam Hill            | Gee Atherton        |
| 2009 | Sam Hill         | Greg Minnaar        | Steve Peat          |
| 2010 | Gee Atherton     | Greg Minnaar        | Sam Blenkinsop      |
| 2011 | Aaron Gwin       | Greg Minnaar        | Gee Atherton        |
| 2012 | Aaron Gwin       | Greg Minnaar        | Gee Atherton        |
| 2013 | Steve Smith      | Gee Atherton        | Greg Minnaar        |
| 2014 | Josh Bryceland   | Aaron Gwin          | Troy Brosnan        |
| 2015 | Aaron Gwin       | Loïc Bruni          | Troy Brosnan        |
| 2016 | Aaron Gwin       | Danny Hart          | Troy Brosnan        |
| 2017 | Aaron Gwin       | Troy Brosnan        | Greg Minnaar        |
| 2018 | Amaury Pierron   | Danny Hart          | Troy Brosnan        |
| 2019 | Loïc Bruni       | Amaury Pierron      | Troy Brosnan        |
| 2020 | Matt Walker      | Loïc Bruni          | Greg Minnaar        |
| 2021 | Loïc Bruni       | Thibaut Dapréla     | Loris Vergier       |
| 2022 | Amaury Pierron   | Loris Vergier       | Finn Iles           |

#### Downhill Juniores
Aggiornato all'edizione 2022.
| Anno | Vincitore         | Secondo            | Terzo                 |
| ---- | ----------------- | ------------------ | --------------------- |
| 2010 | Troy Brosnan      | George Brannigan   | Lewis Buchanan        |
| 2011 | Troy Brosnan      | Loïc Bruni         | Neko Mulally          |
| 2012 | Loïc Bruni        | Connor Fearon      | Richard Rude          |
| 2013 | Loris Vergier     | Michael Jones      | Noel Niederberger     |
| 2014 | Loris Vergier     | Lucas Shaw         | Taylor Vernon         |
| 2015 | Laurie Greenland  | Andrew Crimmins    | Jacob Dickson         |
| 2016 | Finn Iles         | Gaétan Vige        | Elliott Heap          |
| 2017 | Finn Iles         | Sylvain Cougoureux | Matt Walker           |
| 2018 | Thibaut Dapréla   | Henry Kerr         | Kade Edwards          |
| 2019 | Thibaut Dapréla   | Kie A'Hern         | Lucas Cruz            |
| 2020 | Ethan Craik       | Oisin O'Callaghan  | Nuno Reis             |
| 2021 | Jackson Goldstone | Jordan Williams    | Pau Meneyo            |
| 2022 | Jackson Goldstone | Jordan Williams    | Lachlan Stevens-McNab |

#### Cross country eliminator
Aggiornato all'edizione 2022.
| Anno    | Vincitore         | Secondo               | Terzo                   |
| ------- | ----------------- | --------------------- | ----------------------- |
| 2013    | Daniel Federspiel | Simon Gegenheimer     | Fabrice Mels            |
| 2014    | Fabrice Mels      | Simon Gegenheimer     | Daniel Federspiel       |
| 2015-16 | non disputata     | non disputata         | non disputata           |
| 2017    | Simon Gegenheimer | Lorenzo Serres        | Alberto Mingorance      |
| 2018    | Jeroen van Eck    | Simon Gegenheimer     | Lorenzo Serres          |
| 2019    | Hugo Briatta      | Titouan Perrin-Ganier | Jeroen van Eck          |
| 2020    | Jeroen van Eck    | Lorenzo Serres        | Simon Gegenheimer       |
| 2021    | Jeroen van Eck    | Simon Gegenheimer     | Titouan Perrin-Ganier   |
| 2022    | Simon Gegenheimer | Titouan Perrin-Ganier | Quentin Schrotzenberger |

#### Cross country E-MTB
Aggiornato all'edizione 2021.
| Anno | Vincitore      | Secondo   | Terzo        |
| ---- | -------------- | --------- | ------------ |
| 2021 | Jérôme Gilloux | Joris Ryf | Théo Charmes |

#### Cross country short track
Aggiornato all'edizione 2022.
| Anno | Vincitore     | Secondo         | Terzo         |
| ---- | ------------- | --------------- | ------------- |
| 2022 | Alan Hatherly | Filippo Colombo | Titouan Carod |

#### Dual slalom
Aggiornato all'edizione 2001.
| Anno | Vincitore   | Secondo       | Terzo            |
| ---- | ----------- | ------------- | ---------------- |
| 1998 | Brian Lopes | Dave Cullinan | Eric Carter      |
| 1999 | Eric Carter | Brian Lopes   | Cédric Gracia    |
| 2000 | Brian Lopes | Cédric Gracia | Wade Bootes      |
| 2001 | Brian Lopes | Eric Carter   | Mickael Deldycke |

#### Four-cross
Aggiornato all'edizione 2011.
| Anno | Vincitore      | Secondo            | Terzo            |
| ---- | -------------- | ------------------ | ---------------- |
| 2002 | Brian Lopes    | Cédric Gracia      | Mike King        |
| 2003 | Eric Carter    | Michal Prokop      | Mike King        |
| 2004 | Michal Prokop  | Brian Lopes        | Guido Tschugg    |
| 2005 | Brian Lopes    | Michal Prokop      | Cédric Gracia    |
| 2006 | Michal Prokop  | Jared Graves       | Kamil Tatarkovic |
| 2007 | Brian Lopes    | Michal Prokop      | Jared Graves     |
| 2008 | Rafael Álvarez | Guido Tschugg      | Daniel Atherton  |
| 2009 | Jared Graves   | Joost Wichman      | Romain Saladini  |
| 2010 | Jared Graves   | Tomáš Slavík       | Joost Wichman    |
| 2011 | Jared Graves   | Roger Rinderknecht | Tomáš Slavík     |

#### Cross country time trial
| Anno | Vincitore | Secondo      | Terzo             |
| ---- | --------- | ------------ | ----------------- |
| 2001 | Marco Bui | Roland Green | Michael Rasmussen |

#### Marathon
Aggiornato all'edizione 2008.
| Anno | Vincitore      | Secondo             | Terzo           |
| ---- | -------------- | ------------------- | --------------- |
| 2005 | Mauro Bettin   | Alban Lakata        | Dario Acquaroli |
| 2006 | Héctor Páez    | Thomas Dietsch      | Roland Stauder  |
| 2007 | Thomas Dietsch | Massimo de Bertolis | Alban Lakata    |
| 2008 | Héctor Páez    | Thomas Dietsch      | Alban Lakata    |

### Titoli femminili

#### Cross country Elite
Aggiornato all'edizione 2022.
| Anno | Vincitrice                                | Seconda                                   | Terza                                     |
| ---- | ----------------------------------------- | ----------------------------------------- | ----------------------------------------- |
| 1991 | Sara Ballantyne                           | Juli Furtado                              | Regina Stiefl                             |
| 1992 | Ruthie Matthes                            | Juli Furtado                              | Chantal Dacourt                           |
| 1993 | Juli Furtado                              | Ruthie Matthes                            | Alison Sydor                              |
| 1994 | Juli Furtado                              | Caroline Alexander                        | Alison Sydor                              |
| 1995 | Juli Furtado                              | Alison Sydor                              | Paola Pezzo                               |
| 1996 | Alison Sydor                              | Gunn-Rita Dahle                           | Juli Furtado                              |
| 1997 | Paola Pezzo                               | Alison Sydor                              | Chantal Dacourt                           |
| 1998 | Alison Sydor                              | Laurence Leboucher                        | Paola Pezzo                               |
| 1999 | Alison Sydor                              | Gunn-Rita Dahle                           | Annabella Stropparo                       |
| 2000 | Barbara Blatter                           | Alison Dunlap                             | Alison Sydor                              |
| 2001 | Barbara Blatter                           | Caroline Alexander                        | Marga Fullana                             |
| 2002 | Alison Dunlap                             | Sabine Spitz                              | Marga Fullana                             |
| 2003 | Gunn-Rita Dahle                           | Sabine Spitz                              | Irina Kalent'eva                          |
| 2004 | Gunn-Rita Dahle                           | Marie-Hélène Prémont                      | Annabella Stropparo                       |
| 2005 | Gunn-Rita Dahle                           | Sabine Spitz                              | Marie-Hélène Prémont                      |
| 2006 | Gunn-Rita Dahle                           | Marie-Hélène Prémont                      | Sabine Spitz                              |
| 2007 | Irina Kalent'eva                          | Marie-Hélène Prémont                      | Ren Chengyuan                             |
| 2008 | Marie-Hélène Prémont                      | Catharine Pendrel                         | Marga Fullana                             |
| 2009 | Elisabeth Osl                             | Lene Byberg                               | Catharine Pendrel                         |
| 2010 | Catharine Pendrel                         | Willow Koerber                            | Eva Lechner                               |
| 2011 | Julie Bresset                             | Catharine Pendrel                         | Irina Kalent'eva                          |
| 2012 | Catharine Pendrel                         | Gunn-Rita Dahle                           | Kateřina Nash                             |
| 2013 | Tanja Žakelj                              | Eva Lechner                               | Kateřina Nash                             |
| 2014 | Jolanda Neff                              | Catharine Pendrel                         | Tanja Žakelj                              |
| 2015 | Jolanda Neff                              | Gunn-Rita Dahle                           | Lea Davison                               |
| 2016 | Catharine Pendrel                         | Annika Langvad                            | Emily Batty                               |
| 2017 | Jana Belomoina                            | Maja Włoszczowska                         | Annika Langvad                            |
| 2018 | Jolanda Neff                              | Annika Langvad                            | Emily Batty                               |
| 2019 | Kate Courtney                             | Jolanda Neff                              | Pauline Ferrand-Prévot                    |
| 2020 | non assegnata per la pandemia di COVID-19 | non assegnata per la pandemia di COVID-19 | non assegnata per la pandemia di COVID-19 |
| 2021 | Loana Lecomte                             | Evie Richards                             | Jenny Rissveds                            |
| 2022 | Alessandra Keller                         | Rebecca McConnell                         | Anne Terpstra                             |

#### Cross country Under-23
Aggiornato all'edizione 2022.
| Anno | Vincitrice                                | Seconda                                   | Terza                                     |
| ---- | ----------------------------------------- | ----------------------------------------- | ----------------------------------------- |
| 2011 | Pauline Ferrand-Prévot                    | Barbara Benko                             | Elisabeth Sveum                           |
| 2012 | Jana Belomoina                            | Rebecca Henderson                         | Jolanda Neff                              |
| 2013 | Rebecca Henderson                         | Jana Belomoina                            | Andrea Waldis                             |
| 2014 | Jana Belomoina                            | Helen Grobert                             | Jenny Rissveds                            |
| 2015 | Jenny Rissveds                            | Alessandra Keller                         | Lisa Rabensteiner                         |
| 2016 | Sina Frei                                 | Kate Courtney                             | Anne Tauber                               |
| 2017 | Kate Courtney                             | Sina Frei                                 | Evie Richards                             |
| 2018 | Sina Frei                                 | Malene Degn                               | Evie Richards                             |
| 2019 | Ronja Eibl                                | Laura Stigger                             | Evie Richards                             |
| 2020 | non assegnata per la pandemia di COVID-19 | non assegnata per la pandemia di COVID-19 | non assegnata per la pandemia di COVID-19 |
| 2021 | Mona Mitterwallner                        | Caroline Bohé                             | Kata Blanka Vas                           |
| 2022 | Line Burquier                             | Noëlle Buri                               | Sara Cortinovis                           |

#### Downhill Elite
Aggiornato all'edizione 2022.
| Anno | Vincitrice             | Seconda                | Terza            |
| ---- | ---------------------- | ---------------------- | ---------------- |
| 1993 | Regina Stiefl          | Giovanna Bonazzi       | Missy Giove      |
| 1994 | Kim Sonier             | Anne-Caroline Chausson | Missy Giove      |
| 1995 | Regina Stiefl          | Giovanna Bonazzi       | Kim Sonier       |
| 1996 | Missy Giove            | Anne-Caroline Chausson | Leigh Donovan    |
| 1997 | Missy Giove            | Anne-Caroline Chausson | Leigh Donovan    |
| 1998 | Anne-Caroline Chausson | Missy Giove            | Nolvenn Le Caër  |
| 1999 | Anne-Caroline Chausson | Missy Giove            | Katja Repo       |
| 2000 | Anne-Caroline Chausson | Missy Giove            | Leigh Donovan    |
| 2001 | Anne-Caroline Chausson | Missy Giove            | Sabrina Jonnier  |
| 2002 | Anne-Caroline Chausson | Sabrina Jonnier        | Tracy Moseley    |
| 2003 | Sabrina Jonnier        | Fionn Griffiths        | Tracy Moseley    |
| 2004 | Céline Gros            | Sabrina Jonnier        | Marielle Saner   |
| 2005 | Sabrina Jonnier        | Tracy Moseley          | Rachel Atherton  |
| 2006 | Tracy Moseley          | Sabrina Jonnier        | Rachel Atherton  |
| 2007 | Sabrina Jonnier        | Tracy Moseley          | Tracey Hannah    |
| 2008 | Rachel Atherton        | Sabrina Jonnier        | Tracy Moseley    |
| 2009 | Sabrina Jonnier        | Tracy Moseley          | Emmeline Ragot   |
| 2010 | Sabrina Jonnier        | Emmeline Ragot         | Tracy Moseley    |
| 2011 | Tracy Moseley          | Floriane Pugin         | Rachel Atherton  |
| 2012 | Rachel Atherton        | Emmeline Ragot         | Myriam Nicole    |
| 2013 | Rachel Atherton        | Emmeline Ragot         | Manon Carpenter  |
| 2014 | Manon Carpenter        | Rachel Atherton        | Emmeline Ragot   |
| 2015 | Rachel Atherton        | Manon Carpenter        | Tahnée Seagrave  |
| 2016 | Rachel Atherton        | Manon Carpenter        | Tracey Hannah    |
| 2017 | Myriam Nicole          | Tahnée Seagrave        | Tracey Hannah    |
| 2018 | Rachel Atherton        | Tahnée Seagrave        | Tracey Hannah    |
| 2019 | Tracey Hannah          | Marine Cabirou         | Veronica Widmann |
| 2020 | Marine Cabirou         | Myriam Nicole          | Nina Hoffmann    |
| 2021 | Valentina Höll         | Myriam Nicole          | Camille Balanche |
| 2022 | Camille Balanche       | Myriam Nicole          | Valentina Höll   |

#### Downhill Juniores
Aggiornato all'edizione 2022.
| Anno | Vincitrice       | Seconda             | Terza            |
| ---- | ---------------- | ------------------- | ---------------- |
| 2013 | Tahnée Seagrave  | Fiona Ourdouillie   | Marianne Ruud    |
| 2014 | Tegan Molloy     | Marine Cabirou      | Viktoria Gimenez |
| 2015 | Marine Cabirou   | Viktoria Gimenez    | Georgia Astle    |
| 2016 | Sian A'Hern      | Rona Strivens       | Mélanie Chappaz  |
| 2017 | Mélanie Chappaz  | Paula Zibasa        | Megan James      |
| 2018 | Valentina Höll   | Anna Newkirk        | Paula Zibasa     |
| 2019 | Valentina Höll   | Anna Newkirk        | Mille Johnset    |
| 2020 | Léona Pierrini   | Siel Van Der Velden | Lauryne Chappaz  |
| 2021 | Izabela Yankova  | Phoebe Gale         | Sophie Gutohrle  |
| 2022 | Gracey Hemstreet | Phoebe Gale         | Izabela Yankova  |

#### Cross country eliminator
Aggiornato all'edizione 2022.
| Anno    | Vincitrice          | Seconda             | Terza             |
| ------- | ------------------- | ------------------- | ----------------- |
| 2013    | Alexandra Engen     | Kathrin Stirnemann  | Jenny Rissveds    |
| 2014    | Kathrin Stirnemann  | Jenny Rissveds      | Alexandra Engen   |
| 2015-16 | non disputata       | non disputata       | non disputata     |
| 2017    | Lizzy Witlox        | Ingrid Bøe Jacobsen | Coline Clauzure   |
| 2018    | Ingrid Bøe Jacobsen | Ella Holmegard      | Iryna Popova      |
| 2019    | Gaia Tormena        | Ella Holmegard      | Marion Fromberger |
| 2020    | Gaia Tormena        | Marion Fromberger   | Coline Clauzure   |
| 2021    | Gaia Tormena        | Marion Fromberger   | Lia Schrievers    |
| 2022    | Gaia Tormena        | Marion Fromberger   | Marcela Lima      |

#### Cross country E-MTB
Aggiornato all'edizione 2021.
| Anno | Vincitrice    | Seconda             | Terza            |
| ---- | ------------- | ------------------- | ---------------- |
| 2021 | Mélanie Pugin | Nathalie Schneitter | Sofia Wiedenroth |

#### Cross country short-track
Aggiornato all'edizione 2022.
| Anno | Vincitrice        | Seconda           | Terza        |
| ---- | ----------------- | ----------------- | ------------ |
| 2022 | Alessandra Keller | Rebecca McConnell | Jolanda Neff |

#### Dual slalom
Aggiornato all'edizione 2001.
| Anno | Vincitrice             | Seconda        | Terza           |
| ---- | ---------------------- | -------------- | --------------- |
| 1998 | Katrina Miller         | Sari Jörgensen | Sabrina Jonnier |
| 1999 | Katrina Miller         | Leigh Donovan  | Tara Llanes     |
| 2000 | Anne-Caroline Chausson | Tara Llanes    | Leigh Donovan   |
| 2001 | Leigh Donovan          | Katrina Miller | Tara Llanes     |

#### Four-cross
Aggiornato all'edizione 2011.
| Anno | Vincitrice             | Seconda         | Terza          |
| ---- | ---------------------- | --------------- | -------------- |
| 2002 | Anne-Caroline Chausson | Sabrina Jonnier | Katrina Miller |
| 2003 | Katrina Miller         | Sabrina Jonnier | Mio Suemasa    |
| 2004 | Sabrina Jonnier        | Tara Llanes     | Jill Kintner   |
| 2005 | Jill Kintner           | Anneke Beerten  | Jana Horakova  |
| 2006 | Jill Kintner           | Katrina Miller  | Tara Llanes    |
| 2007 | Anneke Beerten         | Jill Kintner    | Mio Suemasa    |
| 2008 | Anneke Beerten         | Anita Molcik    | Mio Suemasa    |
| 2009 | Anneke Beerten         | Fionn Griffiths | Jill Kintner   |
| 2010 | Anita Molcik           | Anneke Beerten  | Jana Horakova  |
| 2011 | Anneke Beerten         | Melissa Buhl    | Melissa Buhl   |

#### Cross country time trial
| Anno | Vincitrice    | Seconda             | Terza           |
| ---- | ------------- | ------------------- | --------------- |
| 2001 | Marga Fullana | Annabella Stropparo | Barbara Blatter |

#### Marathon
Aggiornato all'edizione 2008.
| Anno | Vincitrice    | Seconda     | Terza            |
| ---- | ------------- | ----------- | ---------------- |
| 2005 | Daniela Louis | Esther Süss | Anna Enocsson    |
| 2006 | Pia Sundstedt | Esther Süss | Elena Giacomuzzi |
| 2007 | Pia Sundstedt | Esther Süss | Ivonne Kraft     |
| 2008 | Pia Sundstedt | Esther Süss | Blaža Klemenčič  |